# Trupanea shaula
Trupanea shaula är en tvåvingeart som beskrevs av Dirlbek 1975. Trupanea shaula ingår i släktet Trupanea och familjen borrflugor.
Artens utbredningsområde är Pakistan. Inga underarter finns listade i Catalogue of Life.